# Philip Moeller
Philip Moeller (26 de agosto de 1880 - 26 de abril de 1958) fue un productor y director de teatro, dramaturgo y guionista estadounidense, nacido en Nueva York, donde ayudó a fundar los Washington Square Players de corta duración y luego con Lawrence Langner y Helen Westley fundaron The Theater Guild.

## Trayectoria

### Como Dramaturgo
- Helena's Husband (1915) obra de un acto para Washington Square Players en su noche inaugural el 4 de octubre de 1915[1]
- Madame Sand - una comedia biográfica (1917)
- El Roadhouse en Arden (1917)
- Pokey (1918)
- Dos mendigos ciegos y uno menos ciego: una comedia trágica en un acto (1918)
- Sophie - una comedia (1919)
- Capricho : adaptación de la obra de tres actos del escritor austríaco Sil-Vara (seudónimo de Geza Silberer) en 1929.